# Micky Arison
Micky Arison é um empresário proprietário da Carnival Corporation & plc (1990), a maior operadora de cruzeiros marítimos do mundo depois de adquirir a P&O Princess Cruises no ano passado. Foi recentemente fortalecida pela recuperação do setor de viagens e seus lucros aumentaram 60% no trimestre mais recente.
Arison também é proprietário da equipe de basquete Miami Heat, que, nas temporadas 2005-2006, 2011-2012 e 2012-2013 foi campeão da NBA, 11 títulos da Divisão Sudeste (1997, 1998, 1999,2000, 2005, 2006, 2007,2011, 2012, 2013, 2014) e 5 da Conferência Leste (2006, 2011, 2012,2013 e 2014). Miami Heat tem como Presidente Pat Riley, top 10 de técnicos na história da NBA.